# El oficio más antiguo del mundo
El oficio más antiguo del mundo es una película mexicana de 1970 dirigida por Luis Alcoriza y protagonizada por Maricruz Olivier, Gloria Marín, Jacqueline Andere, Isela Vega, Lupita Ferrer y Óscar Chávez.

## Sinopsis
"El oficio más antiguo del mundo" es una película dramática de humor negro, con influencia del cine negro. Dos prostitutas, Libertad (Maricruz Olivier) y Graciela (Jacqueline Andere), encuentran a un hombre gravemente herido en la calle mientras se encontraban con dos clientes. Ambas mujeres deciden llevar al hombre al prostíbulo de lujo donde viven y trabajan. La Señora y dueña del prostíbulo       (Gloria Marín) se alarma ante el escándalo y los líos legales que tendría si el hombre herido muere en la casa, más aún cuando, indagando entre sus pertenencias, descubre que el hombre es un sacerdote. Con ayuda de un doctor (Pancho Córdova) y del teniente de policía Julio Ávila (Jaime Fernández), su amigo, la mujer mantiene la situación bajo control. 
La noche siguiente, el supuesto sacerdote, llamado Aurelio (Óscar Chávez), despierta de su conmoción. La apostura física del sacerdote y la paradoja que representa su presencia en un lugar de perdición y vicio termina despertando la curiosidad de las prostitutas. El arraigado catolicismo de la señora de la casa provoca que el prostíbulo cierre sus puertas mientras el sacerdote se encuentre residiendo allí en su convalecencia. 
En los próximos días el hombre se encarga de escuchar las trágicas historias de todas las muchachas del lugar, a las que orienta y aconseja para que abandonen la vida de perdición y enderecen su vida. Todas las mujeres terminan adorando al sacerdote y viéndolo como un santo, a excepción de Libertad, quién se muestra renuente a creer en las palabras del hombre.
Sin embargo, la trama toma un giro inesperado: el teniente Ávila descubre que el supuesto sacerdote es en realidad un criminal que se hace pasar por cura para estafar a la gente reuniendo fondos para construir supuestas iglesias. Cuando el Teniente revela la situación a las mujeres, éstas se sienten decepcionadas y agreden al "padre", quien se defiende afirmando que es un sacerdote frustrado y, aunque lleva una vida de crimen y estafas, sus palabras y consejos fueron sinceros. Pero las mujeres se niegan a creerle de nuevo y deciden regresar a su vida en la prostitución y reabrir la casa de citas. No obstante, Libertad le revela al Padre haberse enamorado de él, le promete dejar la prostitución y esperarle mientras sale de prisión. Sin embargo, el Padre rechaza sus sentimientos. Ella le reprocha no ser ni un sacerdote, ni un hombre de verdad. 
El Teniente Ávila lleva al Padre a prisión, prometiéndole abogar por él, pues sabe que sus intenciones son buenas. Por su parte, las resentidas mujeres de la casa de citas retoman sus labores, sintiéndose engañadas y traicionadas, cada vez más sumidas en la perdición.

## Elenco
| Actor                           | Papel                              |
| ------------------------------- | ---------------------------------- |
| Maricruz Olivier                | Libertad                           |
| Gloria Marín                    | La Señora                          |
| Isela Vega                      | Yolanda                            |
| Jacqueline Andere               | Graciela                           |
| Jaime Fernández                 | Teniente Julio Ávila               |
| Lupita Ferrer                   | Estela                             |
| Heidi Blue                      | Lilian                             |
| Sandra García                   | Norma                              |
| Óscar Chávez                    | Padre Aurelio                      |
| Jayne Massei                    | Corinne                            |
| Eduardo López Rojas             | Roberto                            |
| Lina Marín Felipa Orozco Cartas | Gumersinda                         |
| Sandra Boyd                     | Chica emergente                    |
| Miguel Macía                    | Cliente detective                  |
| Manual Sosaya                   | Sacerdote en iglesia               |
| Miguel Gómez Checa              |                                    |
| Carlos León                     | Cliente coronel                    |
| José Luis Carol                 | Cliente                            |
| Ricardo Adalid                  | Cliente juega cartas               |
| Angel Di Stéfano                |                                    |
| Miguel Ángel Di Stéfano         |                                    |
| Fernando Luján                  | Miguel                             |
| Pancho Córdova                  | Doctor                             |
| Jorge Fegán                     | Cliente juega cartas (sin crédito) |
| Leonor Gómez                    | Lavandera (sin crédito)            |